# مارشفيلد (ماساتشوستس)
مارشفيلد (بالإنجليزية: Marshfield, Massachusetts)‏ هي بلدة أمريكية تقع في الولايات المتحدة في Plymouth County. يقدر عدد سكانها بـ 25,132 نسمة ومساحتها 82.2 كم2 وترتفع عن سطح البحر 5 متر.

## معرض صور

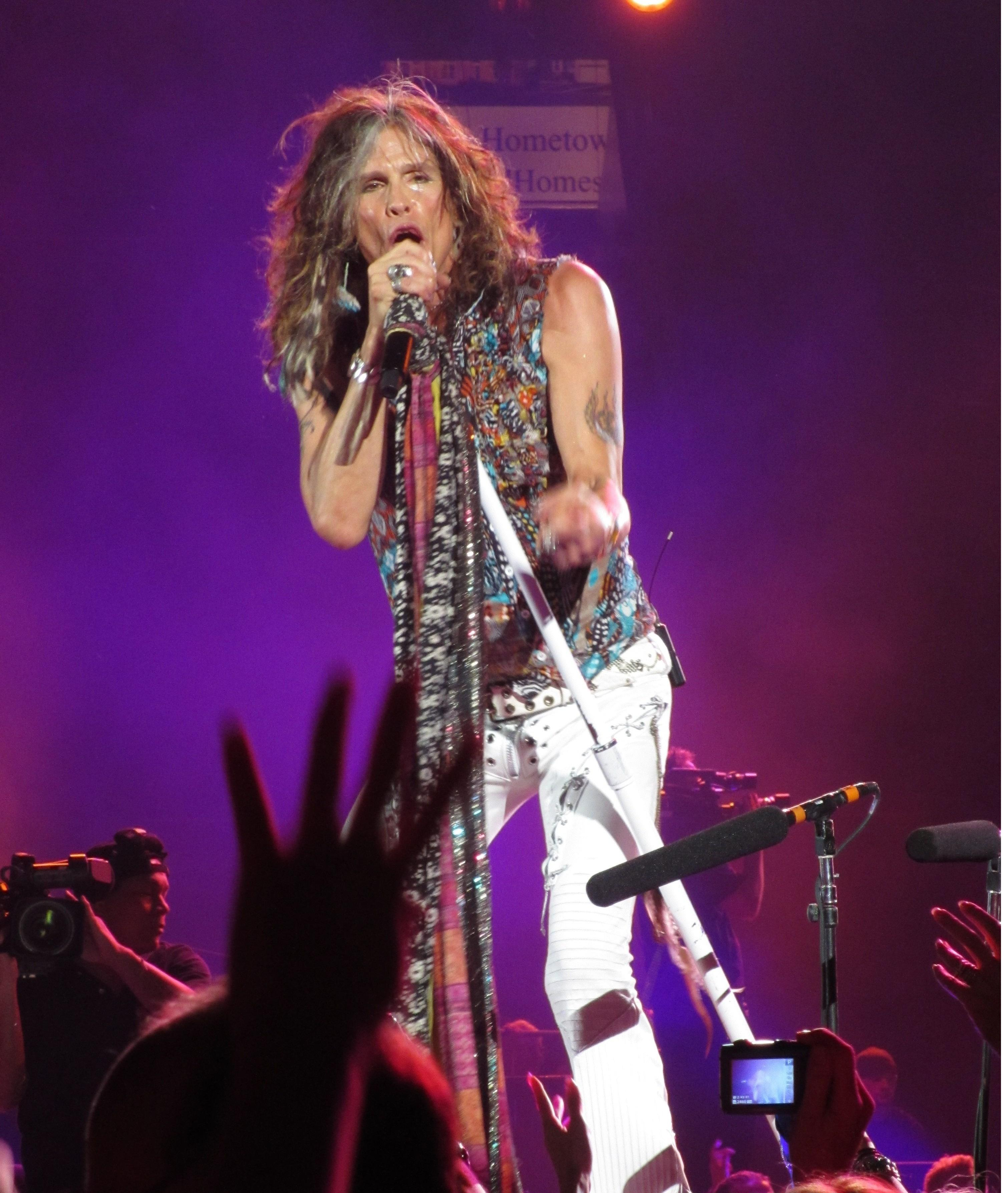
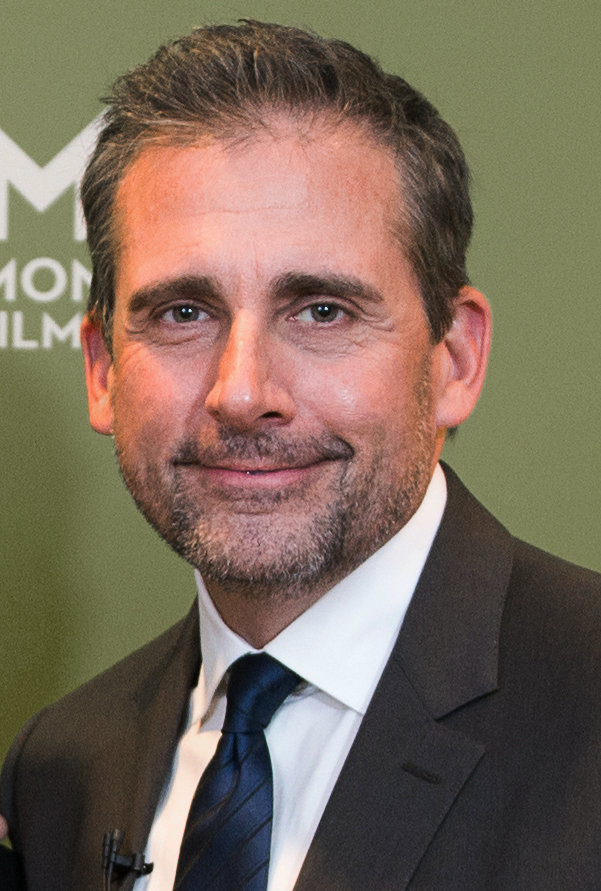
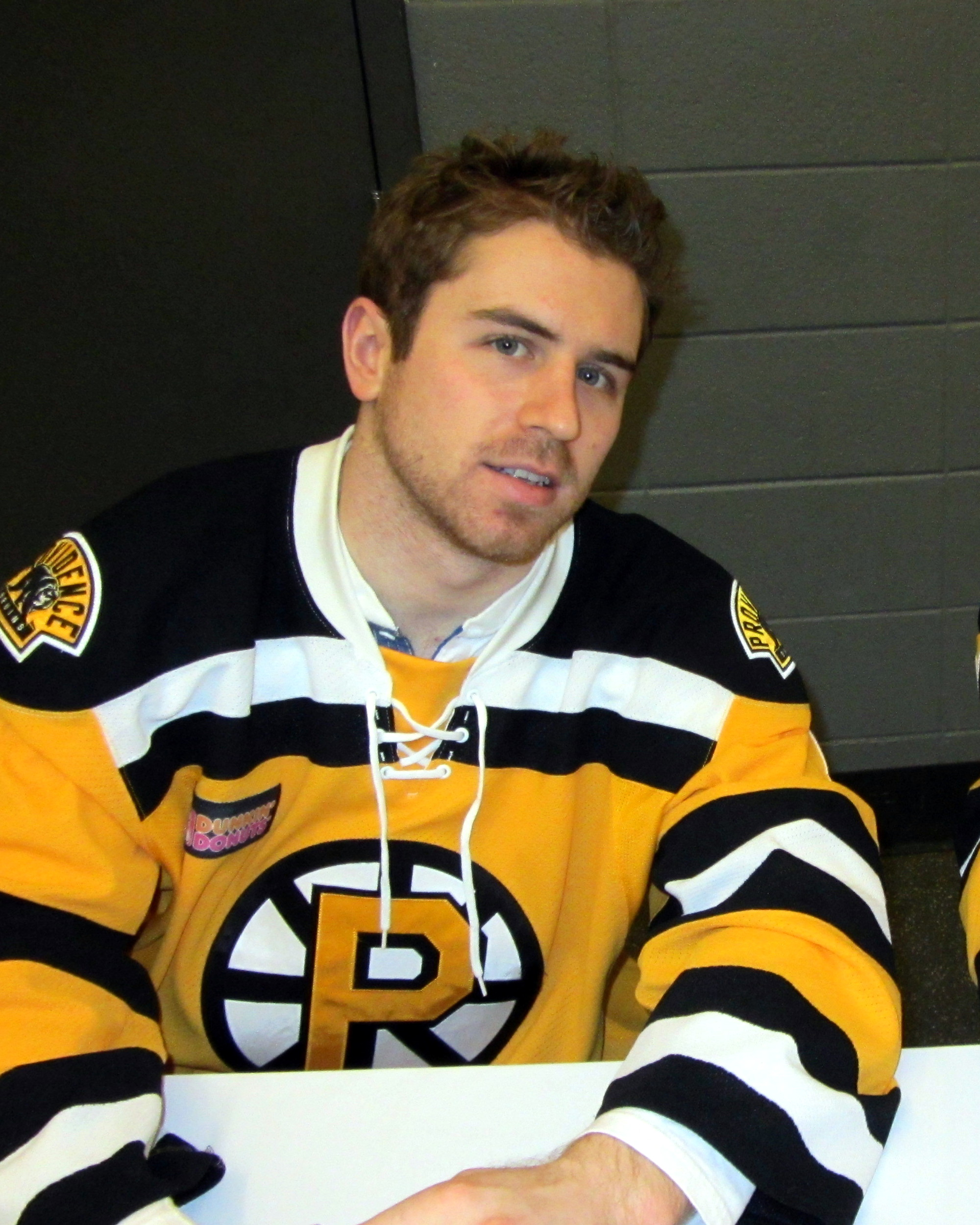

## أعلام
- جورج ليتل
- بوب برانوم
- شون موريس
- ريان غيبونز
- دانيال وبستر
- جون توماس
- إيرين مورغينسترن
- فرانك كافاناف
- جورج براينت
- جورج دبليو إيمري